# The Note in the Shoe
The Note in the Shoe é um filme mudo norte-americano de 1909 em curta-metragem, do gênero drama, dirigido por D. W. Griffith. O filme estrelado por Florence Lawrence e Anita Hendrie, foi produzido e distribuído pela Biograph Company.